# Roupie indonésienne
Pour les articles homonymes, voir Roupie et IDR.
La roupie indonésienne ou rupiah (symbole : Rp ; code ISO : IDR) est l'unité monétaire de l'Indonésie depuis le 2 novembre 1949 en remplacement du florin des Indes orientales néerlandaises.

## Historique monétaire
Le nom rupiah vient du sanskrit rupyakam (रूप्यकम्) qui signifie « argent métal ». Les Indonésiens utilisent parfois le mot perak (« argent », au sens générique) pour nommer leur monnaie.
L'idée d'une monnaie nationale apparaît dès 1946 chez les indépendantistes : le projet de la rupiah est au cœur des préoccupations de la révolution nationale indonésienne et fut même utilisée de façon officieuse durant la période d'occupation japonaise des Indes néerlandaises. Le 3 octobre 1946, les Indépendantistes proclament l'indépendance et produisent les premières roupies sous la forme de billets de banque montrant au recto Sukarno, et au verso un volcan fumant, vignettes garanties par la Bank Negara Indonesia.
Comme les autres pays asiatiques, l'Indonésie bénéficie au début des années 1990 d'un afflux massif de capitaux étrangers qui se retirent ensuite, déstabilisant la monnaie puis l'économie des pays.
La dévaluation de la roupie indonésienne, est alors suivie de celle du ringgit malaisien puis du peso philippin et des monnaies de Corée du Sud, Taïwan, Singapour et Hong Kong, avec la fin au système de change fixe ou quasi-fixe qui régnait depuis des décennies dans ces pays.
La crise économique asiatique de 1997 a ainsi entraîné une chute brutale de la roupie. En janvier 1998, son taux atteignait 17 000 roupies pour un dollar américain. Puis, l'économie de l'Indonésie se rétablissant, la roupie s'est graduellement revalorisée. À titre indicatif, en décembre 2009, 1 dollar valait approximativement 9 400 roupies indonésiennes.

## Change et marché
La roupie indonésienne est librement convertible sur le marché des changes. Du fait de l'inflation, le sen, sous-multiple de la roupie, a totalement disparu à l'usage. Depuis 2010, le gouvernement cherche à fonder une nouvelle monnaie. Le processus pourrait aboutir aux alentours de 2024-2025[Quand ?].
Le 15 juillet 2014, la roupie est cotée à 15 684 roupies pour 1 euro.
Le 25 octobre 2020, le taux est de 17 410 roupies pour 1 euro.
Le 12 février 2024, le taux est de 16 792 roupies pour 1 euro.

## Pièces et billets

### Pièces de monnaie
Sont frappées depuis 1991 des pièces de 50, 100, 200, 500 et 1 000 roupies.

### Billets de banque

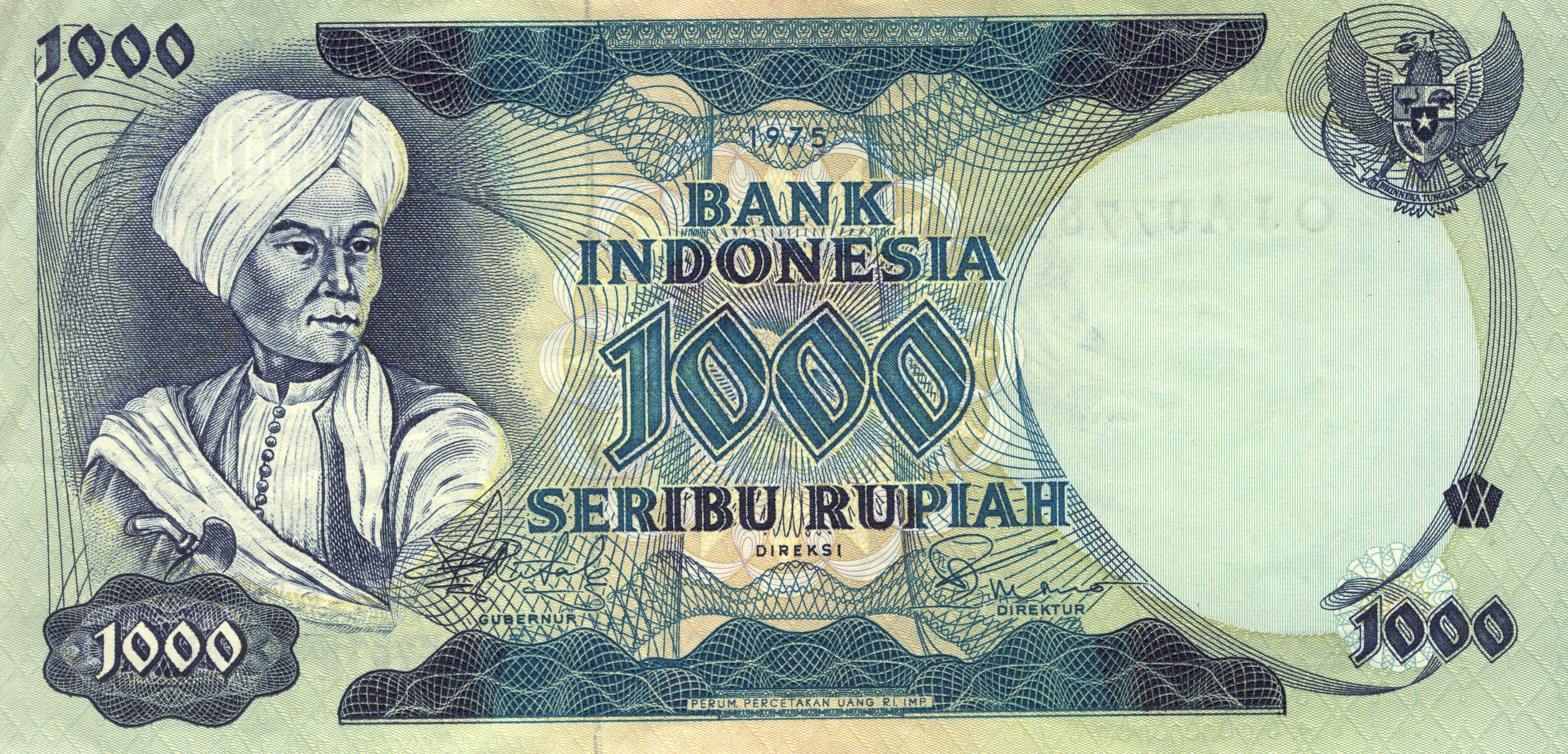
1 000 roupies indonésiennes, série 1975 (recto)
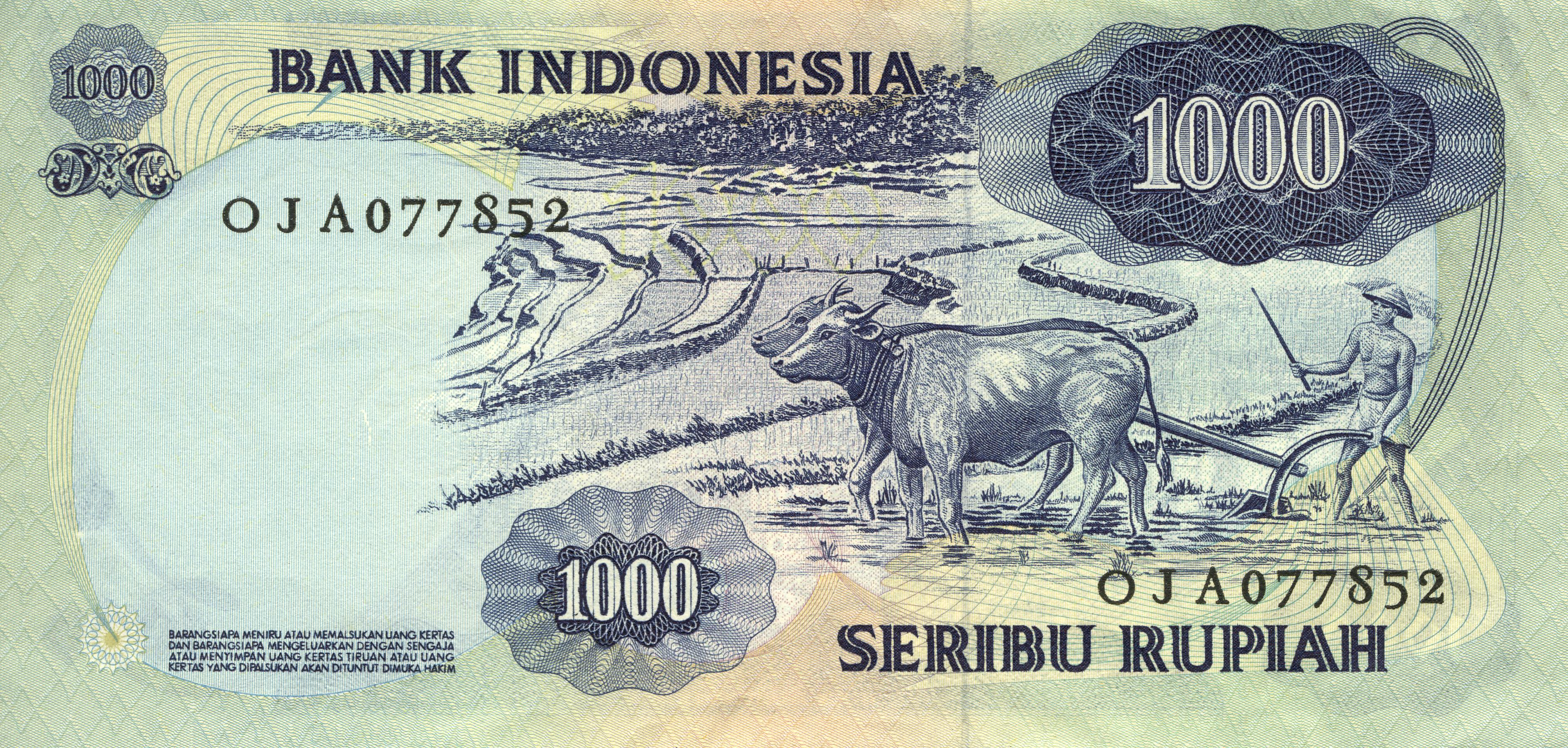
1 000 roupies indonésiennes, série 1975 (verso)
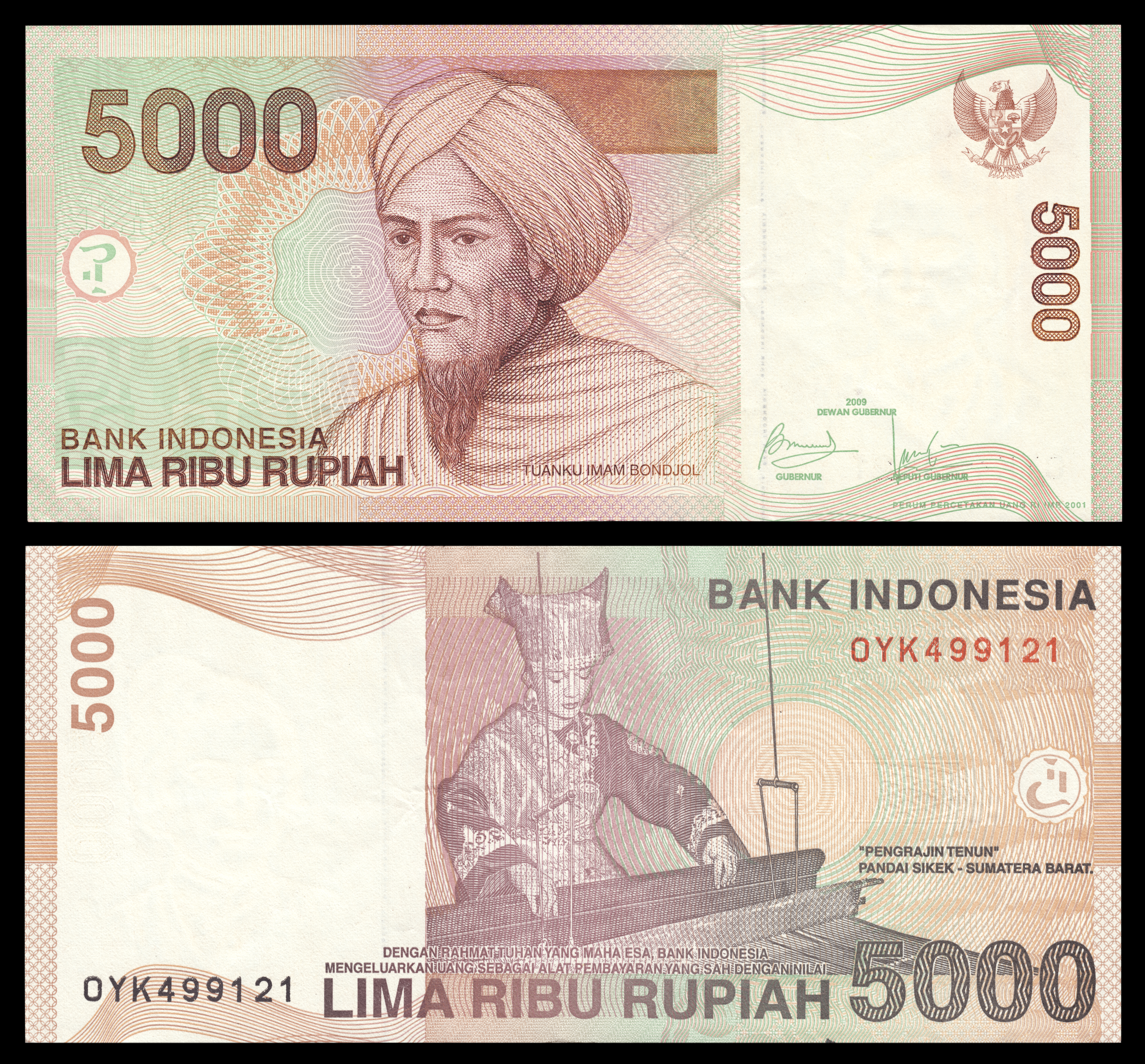
5 000 roupies indonésiennes, série 2001, daté 2009 (recto et verso).

En 2016, une nouvelle série de billets est apparue, pour des montant allant de 1 000 à 100 000 roupies. Le billet de 1000 est le seul à représenter le portrait d'une femme, Cut Nyak Meutia (en) (1870-1910), héroïne nationale.